# Julia Ruisánchez Nava
Julia Ruisánchez Nava (Tula, Tamaulipas, 20 de enero de 1903 - Ciudad de México, 12 de agosto de 2002) fue una pedagoga mexicana, periodista y trabajadora social que participó en el programa de Misiones Culturales Nacionales durante la década de 1920 impulsadas por la recién formada Secretaría de Educación Pública.

## Biografía
Hija de José Ruisánchez y Julia Nava, también maestra y fundadora de la Escuela de Trabajo Social. Estudió en la Escuela Normal de la Ciudad de México en 1917, posteriormente realizó estudios de comercio, taquigrafía Pittman y mecanografía en una academia comercial. Julia Ruisánchez se caracterizó por su labor social hacia los más desprotegidos, de la ciudad, del campo, los migrantes y grupos indígenas; realizó una extensa peregrinación cultural en su misión pedagógica que alcanzó su punto máximo durante las campañas nacionalistas impulsadas por la Secretaría de Educación Pública.

### Activismo
A principios de 1920 formó parte de las organizaciones femeniles junto a su madre, participó en la creación de la Asociación Cristiana Femenina, lo que le dio la oportunidad de asistir al Segundo Congreso Nacional de Jóvenes a principios de 1929 como la única señorita delegada de la Asociación Cristiana de Jóvenes de México.

## Trayectoria
Empezó a trabajar como telefonista en la Compañía Mexicana Manufacturera de Películas, y después como secretaria en la Inspección de Policía. Durante el periodo en que José Vasconcelos fue nombrado Ministro de Educación, se reincorpora a los maestros que apoyaron el movimiento revolucionario, entre ellos a su madre y a ella se le asignó el puesto de ayudante de maestra en la Escuela Técnica Seis. Durante esta época se inscribió en la escuela en Feliciano Verdad para estudiar biblioteconomía, titulándose con honores. Al concluir sus estudios, le ofrecieron el puesto de bibliotecaria, el cual rechazó en ese momento.

### Misiones culturales
En 1926, fue invitada por Elena Torres a trabajar en las Misiones Culturales Nacionales impulsadas por la Secretaría de Educación Pública, las cuales tenían el propósito de mejorar las condiciones para los maestros que trabajan en las zonas rurales. Para abril de 1926 se habían establecido seis misiones en Morelos, Aguascalientes, Oaxaca, Chiapas, Hidalgo y Tlaxcala que cubrían a más de 2000 maestros rurales, después se ampliaron a 18 misiones y más de 4000 maestros en los siguientes diez años. Al tiempo, Elena Torres renunció, dejando a cargo a Julia de las misiones.
Estableció el decálogo de la trabajadora social durante las misiones culturales, el cual incluía los siguientes puntos: 
1 . Debe hacer obra que perdure; 2. Debe hacerla con cariño; 3. Para hacerla tiene que conquistarse a la gente; 4. Debe coordinar su trabajo con el de los otros misioneros; 5. Debe seguir el trabajo que deja empezado y continuarlo y alentarlo desde cualquier lugar donde se encuentre; 6. Infundir en los maestros el deseo de ser directores y guiadores de la comunidad y enseñarles la manera de hacerlo; 7. Siempre enseñar con el ejemplo 
En sus palabras:

El trabajo social que está encomendado a nosotras, es tal vez, el más delicado y difícil de la Misión, porque necesitamos ganarnos la confianza de las gentes campesinas para infundirles aspiraciones de mejoramiento de vida social, moral y materialmente, para que al retirarse la Misión continúen en este sentido el trabajo que dejamos iniciado en cada lugar que tocamos. Esto es lo fundamental de nuestra obra : que la labor no se pierda, que se continúe y que pueda 
continuarse por las mismas personas de los lugares donde hemos estado.

Durante estas misiones apoyó en la creación de parques infantiles, impartió clases de asignatura, cursos de primeros auxilios, fundó la Cruz Roja Infantil y organizó eventos deportivos y festivales patrios para enseñar el nuevo baile nacional: El Jarabe Tapatío, convirtiéndose en una de las mayores difundidoras de esta danza.
Hacia marzo de 1929, el secretario de educación le encomienda la misión de mediar en la zona cristera de Jalisco, donde se presentaron algunos conflictos con maestros evangélicos. Para suavizar los ánimos creó un festival al que llamó Té Rosa, el cual tuvo bastante éxito y a su paso por la zona los pobladores la iban recibiendo para que se los enseñara. A través de diferentes regiones fue desarrollando diferentes festivales musicales que dieron identidad a los pueblos.
Al regresar de las primeras misiones, se le asignó la clase de Sociología en la Casa del Estudiante Indígena por un breve periodo ya que al poco tiempo después regresó al recorrido, durante estas misiones también realizaba reportajes, ya sea sobre las haciendas, de la vida de los campesinos o de la situación femenina en el país.

### Bibliotecas
Al concluir su peregrinar de las misiones, aceptó un trabajo de ayudante de la Biblioteca de Peralvillo donde apoyó en el fomento de la lectura. A su llegada de 40 lectores regulares se incrementaron a casi 400. De ahí, se transfirió a la Biblioteca Iberoamericana y después de un tiempo se le asignó la Dirección de la Biblioteca José Enrique Rodó.

## Actividad cultural
Julia Ruisánchez mostró un interés especial por la actividad cultural, en 1924 solicitó al Ministro de Educación que se le incluyera en la primera presentación del Jarabe Tapatío que fue en el Estadio Nacional, el 5 de mayo de 1924. En sus misiones resaltaban los tradicionales festivales que organizaba. Además de su labor como profesora y trabajadora social participaba en otras actividades culturales: Participó en la primera muestra fotográfica de trajes típicos mexicanos Una declaración de amor indígena que recorrió exposiciones a nivel internacional, principalmente en Estados Unidos; también se desempeñó como actriz de teatro y cine, nominada al Premio Ariel en 1997 por su participación en Santo Luzbel. Participaba como narradora en las obras de su hijo Miguel Sabido en conferencias ilustradas donde se presentaba un cuadro entre una narración y otra.

### Participaciones
Los de abajo, 1929
Las noches blancas, 1961
Santo Luzbel, 1997